# Gand-Wevelgem 1948
La Gand-Wevelgem 1948, decima edizione della corsa, si svolse il 9 maggio per un percorso di 276 km, con partenza a Gand ed arrivo a Wevelgem. Fu vinta dal belga Valère Ollivier della squadra Bertin-Wolber davanti ai connazionali Albert Ramon ed Hilaire Couvreur.

## Ordine d'arrivo (Top 10)
| Pos. | Corridore                | Squadra              | Tempo    |
| ---- | ------------------------ | -------------------- | -------- |
| 1    | Valère Ollivier          | Bertin-Wolber        | 7h31'00" |
| 2    | Albert Ramon             | Groene Leeuw         | s.t.     |
| 3    | Hilaire Couvreur         | Lygie                | a 18"    |
| 4    | Raymond Impanis          | Alcyon-Dunlop        | a 26"    |
| 5    | Gérard Buyl              | Dossche Sport        | a 4'35"  |
| 6    | Emmanuel Thoma           | Arliguie-Hutchinson  | a 4'50"  |
| 7    | Jaen Bogaerts            | Garin-Wolber         | s.t.     |
| 8    | Achiel Buysse            | Thompson             | a 2'25"  |
| 9    | Constant Lauwers         | Erka-Dunlop          | s.t.     |
| 10   | Jean-Baptiste Verpoorten | Elvé/Météore/Griffon | s.t.     |